# Szlachta litewska
Szlachta litewska wywodzi się jeszcze z czasów pogańskich, kiedy to społeczeństwo litewskie dzieliło się na kapłanów, kniaziów, bojarów, poddanych i niewolnych. Po wstąpieniu na tron Jagiełły Litwa została ochrzczona, a bojarzy uzyskali prawa (edykt z 20 lutego 1387 roku), dzięki którym ich status zbliżył się znacznie do statusu szlachty polskiej.
Wiele litewskich rodów szlacheckich pochodzi od wielkiego księcia Giedymina lub od Rurykowiczów, w tym ostatnim wypadku właściwsze jest określenie szlachta litewsko-ruska – ze względu na przynależność państwową – Wielkie Księstwo Litewskie, oraz pochodzenie i wyznanie – Ruś i prawosławie. Od czasów Rzeczypospolitej Obojga Narodów zasadne jest także określenie szlachta polska, ponieważ szlachta ruska i litewska ulegała stopniowej polonizacji, jednocześnie nawet szlachta etnicznie polska nie uważała za ten sam naród mówiących po polsku chłopów, z czym łączyły się pojęcia "narodu szlacheckiego" i sarmatyzmu.